# 范德瓦尔登定理
范德瓦尔登定理是数论中的一个定理，由荷兰数学家范德瓦尔登证明。对于任意给定的正整数 r 和 k，总存在正整数N，使得把数 {1，2，……，N} 染成 r 种颜色时, 对每一种染色方式,都存在k个数组成的等差数列染同一种颜色的。这个最小的N叫做范德瓦尔登数 V(r,k)。这个定理可视作拉姆齊理論领域的一个结果。
例如，V(2,3)=9，因为可以把整数 {1, 2, …, 8} 涂成以下的颜色：
| 1  | 2  | 3  | 4  | 5  | 6  | 7  | 8  |
| 藍 | 紅 | 紅 | 藍 | 藍 | 紅 | 紅 | 藍 |

但无论如何，都不能把数{1, 2, …, 9}染成两种颜色，其中任何三个组成等差数列的正整数都不是同一种颜色的。
以下是一些已知的范德瓦尔登数确切值：
V(2,3)=9
V(2,4)=35
V(2,5)=178
V(2,6)=1132
V(3,3)=27
V(4,3)=76

## 历史
Schur 在研究二次剩余的分布时最早提出有关的猜想。Van der Waerden 在格廷根做学生时，从 Baudet 那里听说这个猜想，最终证明了它。在他的工作中称之为 Baudet 猜想。